# The Jam
The Jam var en musikgrupp från Woking i södra England, aktiv mellan 1972 och 1982. 

## Historia
The Jam bildades 1972 av sångaren och låtskrivaren Paul Weller tillsammans med vännen Steve Brookes (gitarr), Bruce Foxton (bas/sång) och Rick Buckler (trummor). Brookes lämnade gruppen innan The Jam debuterade med LP'n In the City 1977. Gruppen slog igenom som en del av punkrockvågen, och deras stil utvecklades med starka influenser från 60-talsband som The Who och Small Faces. Gruppens framgångar var i huvudsak begränsade till Storbritannien med ett flertal hits som singelettorna Going Underground (1980) och Town Called Malice (1982). 1982 upplöste Weller The Jam och bildade istället The Style Council.

## Diskografi (i urval)
- 1977 – In the City (Polydor)
- 1977 – This Is the Modern World (Polydor)
- 1978 – All Mod Cons (Polydor)
- 1979 – Setting Sons (Polydor)
- 1980 – Sound Affects (Polydor)
- 1982 – The Gift (Polydor)
- 1982 – Dig the New Breed (liveskiva, Polydor)
- 1992 – Extras (extramaterial och alternativa tagningar, Polygram)

Singlar i urval
- 1977 – In the City (Polydor)
- 1978 – Down in the Tube Station at Midnight (Polydor)
- 1979 – Strange Town (Polydor)
- 1979 – When You're Young (Polydor)
- 1979 – The Eton Rifles (Polydor)
- 1980 – Going Underground (Polydor)
- 1980 – Start! (Polydor)
- 1981 – Funeral Pyre (Polydor)
- 1981 – Absolute Beginners (Polydor)
- 1982 – Town Called Malice (Polydor)
- 1982 – Beat Surrender (Polydor)

## Efterföljare
- Blur
- Oasis
- The Libertines
- Kaiser Chiefs
- The Carnation
- The Futureheads